# Quyền LGBT ở Seychelles
Quyền đồng tính nữ, đồng tính nam, song tính và chuyển giới ở Seychelles phải đối mặt với những thách thức pháp lý mà những người không phải là LGBT gặp phải.  Hoạt động tình dục đồng giới là hợp pháp. Phân biệt đối xử việc làm trên cơ sở khuynh hướng tình dục bị cấm ở Seychelles, khiến nó trở thành một trong số ít các quốc gia châu Phi có sự bảo vệ như vậy đối với người LGBT.

## Bảng tóm tắt
| Hoạt động tình dục đồng giới hợp pháp                                                                                       | (Từ năm 2016) |
| Độ tuổi đồng ý | (Từ năm 2016) |
| Luật chống phân biệt đối xử trong việc làm                                                                                  | (Từ năm 2006) |
| Luật chống phân biệt đối xử trong việc cung cấp hàng hóa và dịch vụ                                                         | No            |
| Luật chống phân biệt đối xử trong tất cả các lĩnh vực khác (bao gồm phân biệt đối xử gián tiếp, ngôn từ kích động thù địch) | (Từ năm 2006) |
| Hôn nhân đồng giới | No            |
| Công nhận các cặp đồng giới                                                                                                 | No            |
| Con nuôi của các cặp vợ chồng đồng giới                                                                                     | No            |
| Con nuôi chung của các cặp đồng giới                                                                                        | No            |
| Người LGBT được phép phục vụ công khai trong quân đội                                                                       |               |
| Quyền thay đổi giới tính hợp pháp                                                                                           |               |
| Truy cập IVF cho đồng tính nữ                                                                                               |               |
| Mang thai hộ thương mại cho các cặp đồng tính nam                                                                           |               |
| NQHN được phép hiến máu | No            |